# Sparekassen for Slagelse og Omegn
Sparekassen for Slagelse og Omegn var en dansk sparekasse, som blev stiftet i Slagelse i 1855. Kort efter en børsnotering som bankTrelleborg i 2007 blev det pludselig klart, at banken havde store finansielle problemer, og i starten af 2008 måtte den indstille sit arbejde som selvstændig bank og blev overtaget af Danmarks fjerdestørste bank Sydbank. Overtagelsen blev fulgt af et længere efterspil om omstændighederne bag børsintroduktionen og de efterfølgende hændelser, og om den rette overtagelseskurs.

## Navneskift og børsnotering
I 1975 tog den veletablerede sparekasse navneforandring til Slagelse Sparekasse og i 2002 til Sparekassen sparTrelleborg. I marts 2007 blev den omdannet til bank og aktieselskab under navnet bankTrelleborg forud for notering på Københavns Fondsbørs.
Banken havde i 2006 et resultat før skat på 94 mio. og beskæftigede 250 medarbejdere. Ved børsnoteringen i 2007 havde banken 17 filialer, primært på det sydlige Sjælland samt i København, Århus og Odense.
Kort tid efter børsnoteringen i juni 2007 opsagde den daværende adm. direktør Carlo Chow sin stilling for at starte som adm. direktør for Føroya Banki Danmark. Daværende vicedirektør i bankTrelleborg, Tonny Rasmussen, blev udnævnt til ny direktør.

## Bankens afvikling
I januar 2008 meddelte banken, at den på grund af betydelige finansielle problemer havde indgået aftale med Sydbank om fusion. Meddelelsen kom, efter at lovgivningens krav til solvens ikke kunne overholdes, og  Finanstilsynet havde krævet bankens likviditet sikret.
Banken og dens majoritetsaktionær Fonden for bankTrelleborg indgik derfor en aftale med Sydbank om fusion. Som led i denne aftale gennemførtes en tvangsindløsning af minoritetsaktionærernes aktier. Tvangsindløsningskursen blev i første omgang 59,3 kr. for hver aktie. Beløbet vakte stor opstandelse, da banken i juni 2007 var blevet børsnoteret til en markedskurs på 250 kr.
En efterfølgende vurderingsrapport fra to uvildige revisorer udpeget af foreningen af statsautoriserede revisorer kom frem til at kursen på bankens aktier skulle have ligget i intervallet kurs 93,27 til kurs 159, alt efter hvilken vurderingsmetode der blev lagt til grund. Dette tvang Sydbank til at øge prisen fra kurs 59,3 til 93,27.
Sagen var dog ikke slut dermed. I august 2010 blev der uddelt bøder til de to revisorer fra hhv. Deloitte og Beierholm, som havde udarbejdet vurderingsrapporten. Det skete efter, at en undersøgelse foretaget af Revisornævnet fastslog, at at de to revisorer ændrede væsentligt på den vurdering, de gav af bankTrelleborgs aktier, kort efter et hemmeligt møde med Sydbanks daværende direktør, Carsten Andersen. Derved havde de to revisorer ikke handlet uvildigt.